# Atheta frosti
Atheta frosti är en skalbaggsart som beskrevs av Max Bernhauer 1909. Atheta frosti ingår i släktet Atheta och familjen kortvingar. Inga underarter finns listade i Catalogue of Life.